# Manettia tenuis
Manettia tenuis är en måreväxtart som först beskrevs av Nathaniel Lord Britton och Henry Hurd Rusby, och fick sitt nu gällande namn av Herbert Fuller Wernham. Manettia tenuis ingår i släktet Manettia och familjen måreväxter. Inga underarter finns listade i Catalogue of Life.